# Achim Beierlorzer
Achim Beierlorzer (* 20. November 1967 in Erlangen) ist ein deutscher Fußballtrainer, Fußballmanager und ehemaliger Fußballspieler.

## Karriere als Spieler
Achim Beierlorzer spielte für den TSV Neunkirchen am Brand und wechselte 1984 in die Jugend des 1. FC Nürnberg. Von 1986 bis 1988 war er für die zweite Mannschaft des Clubs zunächst in der drittklassigen Oberliga Bayern und nach einem Abstieg in der darunter befindlichen Landesliga Bayern im Einsatz und spielte anschließend für ein Jahr beim Ligakonkurrenten SpVgg Jahn Forchheim. 1989 wechselte er zur SpVgg Fürth, bei der er zunächst im Kader der zweiten Mannschaft stand und später mit den Herren in der Landesliga, der Oberliga und ab 1994 in der neuen drittklassigen Regionalliga Süd spielte. In den Spielzeiten 1990/91, 1991/92 und 1992/93 nahm Beierlorzer mit den Fürthern am DFB-Pokal teil, kam jedoch nie über die zweite Runde hinaus. 1996 wechselte er zum SC 04 Schwabach, für den er zunächst zwei Jahre lang wieder in der nunmehr fünftklassigen Landesliga tätig war, nach dem Aufstieg noch vier Jahre in der Oberliga Bayern.

## Karriere als Trainer

### Anfänge
2002 beendete Beierlorzer seine Karriere beim SC 04 Schwabach und wurde zur Saison 2002/03 Cheftrainer der Mannschaft. Von 2004 bis 2010 war er als Spielertrainer beim SV Kleinsendelbach aktiv. Anschließend verpflichtete ihn sein ehemaliger Verein SpVgg Greuther Fürth als Trainer der U17.

### RB Leipzig
2014 wechselte Beierlorzer zu RB Leipzig, das gerade in die 2. Bundesliga aufgestiegen war, und wurde dort auch zunächst ein halbes Jahr lang Trainer der U17. Nach RB Leipzigs Trennung von Alexander Zorniger im Februar 2015, der keinen Vertrag für die neue Saison erhielt und deswegen seine Position unmittelbar aufgab, trainierte Beierlorzer erstmals eine Profimannschaft: Von Sportdirektor Ralf Rangnick wurde er bis Saisonende zum Interimstrainer ernannt und sollte die Saison in der schweren Lage bestmöglich zu Ende führen. Das ursprünglich angestrebte Ziel, direkt in die Bundesliga aufzusteigen, wurde in der Folge weiter aus den Augen verloren; unter ihm erreichte die Mannschaft letztlich den fünften Tabellenplatz. In der Saison 2015/16 assistierte er als Co-Trainer dem neuen, auf ein Jahr begrenzten Cheftrainer Rangnick, mit dem er den Aufstieg in die Bundesliga schließlich schaffte. Nach Ralph Hasenhüttls Übernahme als Trainer in Leipzig rückte Beierlorzer wieder aus dem Trainerteam heraus eine Reihe zurück und war seit 2016 Trainer der Leipziger U19 sowie Sportlicher Leiter des Leistungsbereiches im Nachwuchs ab der U16.

### SSV Jahn Regensburg
Zur Saison 2017/18 wechselte er als Cheftrainer zum Zweitligaaufsteiger SSV Jahn Regensburg und beerbte Heiko Herrlich. Er unterschrieb einen Zweijahresvertrag, welcher im Juni 2018 bis Juni 2022 verlängert wurde. Er schloss die Saison mit dem Aufsteiger auf dem 5. Platz ab. In der Saison 2018/19 folgte der 8. Platz.

### Über Köln nach Mainz
Zur Saison 2019/20 übernahm Beierlorzer die Bundesligamannschaft des 1. FC Köln als Nachfolger des Interimstrainers André Pawlak. Er unterschrieb beim Aufsteiger einen Vertrag mit einer Laufzeit bis zum 30. Juni 2021. Am 9. November 2019 wurde Beierlorzer freigestellt, als die Mannschaft nach dem 11. Spieltag mit 7 Punkten auf dem 17. Platz stand. Am 15. November 2019 einigten sich der 1. FC Köln und Beierlorzer auf eine Vertragsauflösung.
Am 18. November 2019, nur wenige Tage nach seiner Trennung vom 1. FC Köln, übernahm Beierlorzer den auf dem 16. Platz stehenden Ligakonkurrenten 1. FSV Mainz 05, der sich ebenfalls nach dem 11. Spieltag von seinem Cheftrainer Sandro Schwarz getrennt hatte. Er erhielt einen Vertrag mit einer Laufzeit bis zum 30. Juni 2022. Beierlorzer schloss die Saison mit der Mannschaft mit 37 Punkten auf dem 13. Platz ab.
Vor dem 2. Spieltag der Saison 2020/21 strich die sportliche Leitung um Beierlorzer Ádám Szalai aus dem Profikader. Die Mannschaft verweigerte daraufhin eine Trainingseinheit. Nach der folgenden 1:4-Heimniederlage gegen den VfB Stuttgart wurde Beierlorzer am 28. September 2020 von seinen Aufgaben als Cheftrainer entbunden. Sein Vertrag wurde im Juni 2021 aufgelöst.

### Rückkehr nach Leipzig
Zur Saison 2021/22 kehrte Beierlorzer zu RB Leipzig zurück und wurde Co-Trainer des neuen Cheftrainers Jesse Marsch. Da sich Marsch aufgrund einer Infektion mit SARS-CoV-2 in Quarantäne befand, betreute er die Mannschaft Ende November 2021 bei einem 5:0-Sieg gegen den FC Brügge in der Champions League und einer 1:3-Niederlage in der Liga gegen Bayer 04 Leverkusen an der Seitenlinie. Nach einer 1:2-Niederlage im folgenden Ligaspiel gegen den 1. FC Union Berlin – bei der der zweite Co-Trainer Marco Kurth an der Seitenlinie stand, da sich Beierlorzer ebenfalls infizierte – trennte sich der Verein von Marsch. Beierlorzer übernahm die Mannschaft daher Anfang Dezember 2021 als Interimstrainer. Er betreute die Mannschaft hauptverantwortlich am letzten Gruppenspieltag der Champions League und erreichte durch einen 2:1-Sieg gegen Manchester City noch den 3. Platz, mit dem man sich für die K.-o.-Phase der Europa League qualifizierte. Anschließend verpflichtete der Verein Domenico Tedesco als neuen Cheftrainer und einigte sich mit Beierlorzer auf eine Freistellung.

## Sportgeschäftsführer
Achim Beierlorzer ist seit dem 1. Juli 2023 Geschäftsführer Sport beim SSV Jahn Regensburg.

## Sonstiges
Seit 2022 ist er als „Stellvertreter 2. Bundesliga“ im Bundesvorstand des Bundes Deutscher Fußball-Lehrer.

## Familie
Beierlorzers älterer Bruder Bertram (* 1957) spielte ebenfalls in Neunkirchen am Brand und dem Nürnberger Nachwuchsfußball und setzte danach, anders als Achim, seine Laufbahn in der Bundesliga fort, in der er unter anderem einige Jahre für den FC Bayern München spielte. Mit dem TSV Vestenbergsgreuth spielte er, verglichen mit seinem Bruder, hingegen für den kleineren der Vereine, die 1995 die SpVgg Greuther Fürth bilden sollten. Zwischen 1995 und 1996 war Bertram Beierlorzer Trainer bei dem Verein und trainierte somit auch seinen Bruder.